# Liga Nacional de Guatemala 1984
La Liga Nacional de Guatemala 1984 es el trigésimo tercer torneo de liga de fútbol de Guatemala. El campeón del torneo fue el Aurora, consiguiendo su sexto título de liga.

## Formato
El formato del torneo era de todos contra todos a tres vueltas, donde el primer lugar era el campeón.  El último lugar descendería a la categoría inmediata inferior.
Por ganar el partido se otorgaban 2 puntos, si era empate era un punto, por perder el partido no se otorgaban puntos.

## Equipos participantes
| Club                     | Ciudad              | Departamento   | Estadio                            |
| ------------------------ | ------------------- | -------------- | ---------------------------------- |
| Aurora                   | Ciudad de Guatemala | Guatemala      | Estadio del Ejército               |
| Cobán Imperial           | Cobán               | Alta Verapaz   | Estadio José Ángel Rossi           |
| Comunicaciones           | Ciudad de Guatemala | Guatemala      | Estadio Mateo Flores               |
| Finanzas Industriales    | Amatitlán           | Guatemala      | Estadio Municipal de Amatitlán     |
| Galcasa                  | Villa Nueva         | Guatemala      | Estadio Galcasa de Villa Nueva     |
| Izabal Juventud Católica | Puerto Barrios      | Izabal         | Estadio Roy Fearon                 |
| Jalapa                   | Jalapa              | Jalapa         | Estadio Edilberto Bonilla          |
| Juventud Retalteca       | Retalhuleu          | Retalhuleu     | Estadio Óscar Monterroso Izaguirre |
| Municipal                | Ciudad de Guatemala | Guatemala      | Estadio Mateo Flores               |
| Suchitepéquez            | Mazatenango         | Suchitepéquez  | Estadio Carlos Salazar Hijo        |
| Tipografía Nacional      | Ciudad de Guatemala | Guatemala      | Estadio Mateo Flores               |
| Xelajú MC                | Quetzaltenango      | Quetzaltenango | Estadio Mario Camposeco            |

### Equipos por Departamento
| Departamento   | N.º | Equipos                                                                                 |
| -------------- | --- | --------------------------------------------------------------------------------------- |
| Alta Verapaz   | 1   | Cobán Imperial                                                                          |
| Guatemala      | 6   | Aurora, Comunicaciones, Finanzas Industriales, Galcasa, Municipal, Tipografía Nacional. |
| Izabal         | 1   | Izabal Juventud Católica                                                                |
| Jalapa         | 1   | Deportivo Jalapa                                                                        |
| Quetzaltenango | 1   | Xelajú Mario Camposeco                                                                  |
| Retalhuleu     | 1   | Juventud Retalteca                                                                      |
| Suchitepéquez  | 1   | Suchitepéquez                                                                           |

## Posiciones
|  | Pos. | Equipos               | PJ | PG | PE | PP | GF | GC | Dif. | PTS | Clasificación                                         |
|  | ---- | --------------------- | -- | -- | -- | -- | -- | -- | ---- | --- | ----------------------------------------------------- |
|  | 1º   | Aurora                | 33 | 17 | 11 | 5  | 41 | 20 | +21  | 45  | Copa de Campeones de la Concacaf 1985 - Tercera ronda |
|  | 2º   | Suchitepéquez         | 33 | 16 | 10 | 7  | 40 | 30 | +10  | 42  | Copa de Campeones de la Concacaf 1985 - Primera ronda |
|  | 3º   | Juventud Retalteca    | 33 | 16 | 7  | 10 | 55 | 39 | +16  | 39  |                                                       |
|  | 4º   | Comunicaciones        | 33 | 11 | 13 | 9  | 41 | 37 | +4   | 35  |                                                       |
|  | 5º   | Municipal             | 33 | 11 | 12 | 10 | 33 | 35 | -2   | 34  |                                                       |
|  | 6º   | Cobán Imperial        | 33 | 13 | 6  | 14 | 38 | 46 | -8   | 32  |                                                       |
|  | 7º   | Finanzas Industriales | 33 | 9  | 12 | 12 | 41 | 44 | -3   | 30  |                                                       |
|  | 8º   | Jalapa                | 33 | 8  | 14 | 11 | 30 | 37 | -7   | 30  |                                                       |
|  | 9°   | Tipografía Nacional   | 33 | 9  | 11 | 13 | 35 | 39 | -4   | 29  |                                                       |
|  | 10º  | Xelajú MC             | 33 | 10 | 8  | 15 | 37 | 46 | -9   | 28  |                                                       |
|  | 11°  | Izabal JC             | 33 | 7  | 13 | 13 | 23 | 33 | -10  | 27  |                                                       |
|  | 12°  | Galcasa               | 33 | 10 | 5  | 18 | 43 | 51 | -8   | 25  | Descendido a la Liga de Ascenso 1985                  |
|  |      |                       |    |    |    |    |    |    |      |     |                                                       |

## Campeón
| Campeón Temporada 1984 |
| Aurora 6º Título       |
| ---------------------- |